# Aquilastacus serratus
Aquilastacus serratus är en kräftdjursart som beskrevs av Rony Huys och Conroy-Dalton 2005. Aquilastacus serratus ingår i släktet Aquilastacus, och familjen Leptastacidae. Arten är reproducerande i Sverige.